# ليام كيلي (سياسي)
ليام كيلي (بالإنجليزية: Liam Kelly)‏ هو سياسي بريطاني وأيرلندي، ولد في 29 سبتمبر 1922 في المملكة المتحدة، وتوفي في 7 يونيو 2011 في نيويورك في الولايات المتحدة. انتخب عضو مجلس الشيوخ من أيرلندا عن دائرة Labour Panel ‏ وقد انضم خلال فترته النيابية ‏ (22 يوليو 1954 – 28 مارس 1957) للكتلة البرلمانية مستقل وانتخب عضو برلمان أيرلندا الشمالية.